# Vanadio-pargasite
La vanadio-pargasite (simbolo IMA: Vprg) è un rarissimo minerale del supergruppo dell'anfibolo, all'interno del quale viene collocato nel "gruppo degli anfiboli con W(OH,F,Cl)-dominante" e da lì al sottogruppo degli anfiboli di calcio dove occupa un posto nel "gruppo contenente la radice pargasite nel nome"; essendo un anfibolo, appartiene agli inosilicati e pertanto alla famiglia minerale dei "silicati", e possiede composizione chimica NaCa2(Mg4V)(Si6Al2)O22(OH)2.

## Etimologia e storia
La vanadio-pargasite segue la nomenclatura stabilita per gli anfiboli e deve il proprio nome alla sua relazione con la pargasite e al suo contenuto di vanadio.

## Classificazione
Essendo stata approvata dall'Associazione Mineralogica Internazionale (IMA) come specie minerale indipendente nel 2017 la vanadio-pargasite non è elencata nella classica nona edizione della sistematica dei minerali di Strunz, aggiornata dall'IMA fino al 2009.
Il minerale è presente nell'edizione successiva, proseguita dal database "mindat.org" e chiamato Classificazione Strunz-mindat, nel quale la vanadio-pargasite è elencata nella classe "9. Silicati (germanati)" e da lì nella sottoclasse "9.D Inosilicati"; questa viene suddivisa più finemente in base alla struttura del minerale, in modo tale che la vanadio-pargasite possa essere trovata nella sezione "9.DE Inosilicati con catene doppie di periodo 2, Si4O11; clinoanfiboli" dove forma il sistema nº 9.DE.15.
Nella Sistematica dei lapis (Lapis-Systematik) di Stefan Weiß la vanadio-pargasite si trova nella classe dei "silicati" e nella sottoclasse degli "inosilicati"; qui si trova nella sezione riservata ai minerali con struttura "[Si4O11] a due bande 6-; gruppo degli anfiboli; Ca2-anfiboli" dove forma il sistema nº VIII/F.10.

## Abito cristallino
La vanadio-pargasite cristallizza nel sistema monoclino nel gruppo spaziale C2/m (gruppo nº 12) con i parametri reticolari a = 9,8956(1) Å, b = 17,9970(2) Å, c = 5,2970(1) Å e β = 105,391(1)°, oltre ad avere 2 unità di formula per cella unitaria.

## Origine e giacitura
La vanadio-pargasite si forma durante il metamorfismo progrado (facies granulitica) di sedimenti calcitici-dolomitici e silicei contenenti cromo-vanadio; la paragenesi è con magnesiocoulsonite, magnesiocromite, spinello ricco di cromo-vanadio, flogopite, forsterite, diopside contenente cromo-vanadio e clorite.
La vanadio-pargasite è rarissima ed è stata trovata solo nella sua località tipo, la cava di marmo di "Pereval" (51.62013°N 103.63341°E) presso Sljudjanka nell'area del lago Bajkal (in Russia).

## Forma in cui si presenta in natura
La vanadio-pargasite si presenta in cristalli prismatici di dimensioni fino a 0,8 mm che presentano secondo {010} e {110} la tipica striatura degli anfiboli. Il minerale è traslucido con lucentezza vitrea; il colore va dal verde brillante al verde smeraldo, mentre il colore del suo striscio è verde pallido.